# Lewis resa
Lewis resa är en roman av Per Olov Enquist, utgiven augusti 2001 hos Norstedts. Romanen handlar om Pingströrelsen i Sverige under tidiga 1900-talet. Bokens titel hänvisar till Pingströrelsens ledare genom många år, Lewi Pethrus.